# Снежок: Приключения медвежонка
Снежок: Приключения медвежонка (англ. Snowy: The Bear’s Adventures) — компьютерная игра, разработанная компанией Aliasworlds Entertainment и выпущенная 22 декабря 2003 года.

## Игровой процесс
В этой игре Снежок попал в странный мир, населённый забавными, но опасными монстрами. Снежок может бросать снежки монстрам, ударить и катать снежные комы и стоять на них. Если Снежок столкнётся с монстрами, то теряется жизнь. В каждом уровне нужно избавиться от всех монстров. Если игрок не успеет пройти уровень вовремя, придут часы и привидения, а Снежку предстоит убежать от них или же столкнуться. В финале каждой локации встречаются босс, от которого тоже нужно избавиться, и бомбы, из которых можно сделать снежный ком. В лёгкой сложности игроку дают 100 жизней, а боссу четыре, а в нормальной и сложной игроку дают 10 жизней, а боссу шесть. Зависимо от сложности варьируется количество монстров. В игре также есть бонусы: приносящие очки, дополнительную жизнь, бег, большие и далёкие снежки и бессмертие.

## Оценки и мнения
| Иноязычные издания | Иноязычные издания |
| Издание            | Оценка             |
| ------------------ | ------------------ |
| PSP Minis          | 8,5/10             |
| CNET               | [ 2 ]              |
| GameXtazy          | [ 2 ]              |
| Hrej!              | 4/5                |
| VictoryGames.pl    | [ 2 ] [ 4 ]        |
| IMG                | 5,75/10            |

В этой игре получает 70 % из 100 % баллов. В PSP Minis получает 8.5 из 10 баллов. В CNET и GameXtazy получает 4 из 5 баллов. В Hrej! получает 7 из 10 баллов. В VictoryGames.pl получает 3 из 5 баллов. В IMG получает 5.75 из 10 баллов.